# Rectoria (el Prat de Llobregat)
La Rectoria és una obra del Prat de Llobregat (Baix Llobregat) inclosa a l'Inventari del Patrimoni Arquitectònic de Catalunya.

## Descripció
Habitatge construït a principis del segle XX amb un voluntari aire popular i una marcada tendència historicista, visible en les obertures amb arc de mig punt i les finestres geminades. Presenta una alçada de dos pisos, sense golfes. A la part de davant, té un terrat amb balustres de pedra artificial al nivell del primer i un altre terrat, aquest sense ornamentació, a la part posterior, que és la que s'ha dedicat a despatx parroquial. El cos central està coronat per una teulada de teula a doble vessant, amb un ràfec estret. Una franja de pedra artificial llisa remarca les obertures i separa els dos pisos.

## Història
L'antiga església parroquial de Sant Pere i Sant Pau, construïda el segle xvi, fou incendiada amb la rectoria adjunta l'any 1936. Al 1948 s'inaugurà la nova parròquia i fou llavors quan es condicionà per a despatx rectoral la part posterior de l'edifici que ocupa i que està davant per davant de la porta lateral, que dona a la cripta.